# Homenaje a Chabuca Granda
Homenaje a Chabuca Granda es un álbum recopilatorio de María Dolores Pradera.
El álbum contiene canciones compuestas por la peruana Chabuca Granda, cantadas antes por Pradera en álbumes anteriores y restauradas con una calidad de un sonido excelente. Fue publicado en el mismo año que murió Chabuca.

## Lista de canciones
| N.º | Título                   | Duración |  |
| 1.  | «La flor de la canela»   |          |  |
| 2.  | «Caballo de paso»        |          |  |
| 3.  | «Fina estampa»           |          |  |
| 4.  | «Paso de vencedores»     |          |  |
| 5.  | «Ese arar en el mar»     |          |  |
| 6.  | «Gracia»                 |          |  |
| 7.  | «Me he de guardar»       |          |  |
| 8.  | «Dueño ausente»          |          |  |
| 9.  | «El gallo Camarón»       |          |  |
| 10. | «Pasito a paso otra vez» |          |  |

- Datos: Q5901266